# Вільгельм II (ландграф Гессену)
Вільгельм II Середній (нім. Wilhelm II. von Hessen, der Mittlere; 20 квітня 1469 — 11 липня 1509) — ландграф Гессену в 1493—1509 роках.

## Життєпис
Походив з Гессенського дому. Другий син Людвіга II, ландграфа Нижнього Гессену, і Мехтільди Вюртемберзької. Народився 1469 року. 1471 року після смерті батька разом зі старшим братом Вільгельмом опинився під опікою стрийка Генріха III, ландграфа Верхнього Гессену. Після смерті останнього брат Вільгельм I перебрав владу в Нижньому Гессені на себе.
Вільгельм спочатку був призначений для церковної кар'єри. Він отримав гарну освіту при дворі свого вуйка Ебергарда I, герцога Вюртембергу, але тут швидко втратив цікавість до отримання духовного сану, захопившись військовою справою.
1485 року оголошено співрегентом Нижнього Гессену. Водночас став другом Максиміліана I Габсбурга, короля Німеччини. 1488 року спільно з Альбрехтом III Веттіном, герцогом Саксонії, звільнив Максиміліана I, коли його захопили мешканці фламандського міста Брюгге. В подальшому воював в Нідерландах.
1490 року брав участь у поході короля Німеччини до Угорщини. 1493 року внаслідок хвороби брат Вільгельм I зрікся влади на користь Вільгельма II Середнього. 1497 року одружився з представницею Водемонського дому. Після смерті дружини 1500 року одружився вдруге.
1500 року після загибелі бездітного стриєчного брата Вільгельма III успадкував Верхній Гессен, тим самим відновивши єдність Гессенського ландграфства. Невдовзі домігся остаточної передачі до складу Гессену графства Каценельнбоген. У 1503 році очолив імператорські війська, які повинні були здійснити опалу проти Філіппа Віттельсбаха, курфюрста Пфальцу, що боровся за Ландсгутську спадщину. Воював проти нього до 1504 року.
1504 року через хворобу на сіфіліс поступово відійшов від вправ, 1506 року передав урядування регентській раді. Помер 1509 року. Йому спадкував син Філіпп I.

## Родина
1. Дружина — Іоланда, донька Фредеріка II, графа Водемона
Діти:
- Вільгельм (1500)

2. Дружина — Анна, донька Магнуса II, герцога Мекленбургу
Діти:
- Єлизавтеа (1502—1557), дружина принца Йоганна, сина герцога Георга I. герцога Саксонії
- Магдалина (1503—1504)
- Філіп (1504—1567), ландграф Гессену